# Blood Omen 2: Legacy of Kain
Legacy of Kain: Blood Omen 2 is een videospel dat werd uitgegeven door Eidos Interactive. Het spel kwam in 2002 uit voor verschillende platforms. 